# 東十郷村
東十郷村（ひがしじゅうごうむら）は福井県坂井郡にあった村。現在の坂井市北部、北陸本線・丸岡駅の周辺にあたる。

## 地理
- 河川 ： 竹田川、兵庫川

## 歴史
- 1889年（明治22年）4月1日 - 町村制の施行により、長屋村、御油田村、河和田村、五本村、定旨村、下新庄村、長畑村、上新庄村、東長田村、徳分田村、福島村、若宮村、宮領村、田島村及び田島窪村の区域をもって、東十郷村が発足する。
- 1955年（昭和30年）3月31日 - 大関村、東十郷村及び兵庫村が合併して、坂井村が発足する。

## 交通

### 鉄道路線
- 日本国有鉄道
  - 北陸本線
    - 丸岡駅
- 京福電気鉄道
  - 丸岡線
    - 丸岡駅 - 東長田駅